# مؤسسه گوهرشناسی آمریکا
مؤسسه گوهرشناسی آمریکا (به انگلیسی: Gemological Institute of America؛ با سرواژه GIA) یک مؤسسه غیرانتفاعی است که به تحقیق و آموزش در زمینه گوهرشناسی و هنرهای جواهرسازی اختصاص دارد و مستقر در کارلزباد، کالیفرنیا است. این مؤسسه در سال ۱۹۳۱ میلادی تأسیس شد و مأموریت GIA، محافظت از خریداران و فروشندگان سنگ‌های قیمتی با تنظیم و حفظ استانداردهای مورد استفاده برای ارزیابی کیفیت سنگ‌های قیمتی است. این مؤسسه این کار را از طریق تحقیقات، خدمات شناسایی گوهر و درجه‌بندی انواع گوهر و الماس و برنامه‌های آموزشی متنوع انجام می‌دهد. GIA از طریق کتابخانه و کارشناسان موضوعی خود به عنوان منبعی از اطلاعات گوهرها و جواهرات برای تجارت، عموم و رسانه‌ها عمل می‌کند.
در سال ۱۹۵۳ میلادی GIA سیستم بین‌المللی درجه‌بندی الماس (به انگلیسی: International Diamond Grading System) خود و "چهار C" (برش، شفافیت، رنگ الماس و وزن قیراط) را به عنوان استانداردی برای مقایسه و ارزیابی کیفیت الماس‌ها توسعه داد.
دفتر مرکزی این مؤسسه در کارلزباد، کالیفرنیا است و در ۱۳ کشور، با ۱۱ پردیس، ۹ آزمایشگاه و ۴ مرکز تحقیقاتی فعالیت می‌کند. تنها شعبه این مؤسسه در خاورمیانه واقع در شهر رمت گن اسرائیل (شعبه آزمایشگاهی) می‌باشد و این مؤسسه هیچ شعبه ای در دیگر کشورهای خاورمیانه ندارد.